# Igrzyska Dalekiego Wschodu 1923
VI Igrzyska Dalekiego Wschodu odbyły się w maju 1923 w japońskim mieście Osaka.
W zawodach tych brały udział trzy państwa:
- Chiny
- Filipiny
- Japonia (organizator)